# Bun căutat
În economie, un bun căutat este un bun sau un serviciu cu trăsături și caracteristici care se pot ușor observa înainte de achiziționare. Într-o comparație care i se datorează originar lui Philip Nelson, un bun căutat contrastează cu un bun de tip experiență.
Bunurile căutate sunt mai mult un subiect al competiției prețurilor, deoarece consumatorii pot verifica cu ușurință prețul produsului pe mai multe debușeuri (piețe pe care producătorii își pot desface produsele ușor și în cantități mari) și se pot asigura că produsele pot fi comparate. Mărcile sau specificațiile detaliate asupra produselor acționează în sensul de a  transforma produsul dintr-un bun de tip experiență într-un bun căutat.
Bibliografie:
- Luis M. B. Cabral: Introduction to Industrial Organisation, Massachusetts Institute of Technology Press, 2000, page 223.
- Philip Nelson, "Information and Consumer Behavior", 78 Journal of Political Economy 311, 312 (1970).